# Michel Laurin
Ne doit pas être confondu avec Michel Laurin (paléontologue).
Pour les articles homonymes, voir Laurin.
Michel Laurin, né en 1944, est un professeur au cégep de Saint-Laurent, auteur de plusieurs anthologies littéraires utilisées dans les cégeps.

## Publications
Après avoir rédigé des critiques littéraires pendant une quinzaine d'années, Michel Laurin a produit une Anthologie de la littérature québécoise (CEC: 3 éditions depuis 1996), une Anthologie littéraire du Moyen âge au XIXe siècle, une Anthologie littéraire de 1850 à aujourd'hui (3e édition en 2012) et une Histoire culturelle de l'art,La Modernité. De la Révolution française à l'Après-11 septembre 2001.Ces derniers ouvrages sont parus chez Beauchemin. L'auteur a aussi créé une collection d'œuvres classiques, Parcours d'une œuvre, qui compte une soixantaine d'ouvrages.
Il est l'auteur d'Anthologie littéraire un ouvrage servant l'initiation à la littérature au Cégep. Ce dernier a reçu le Prix de la ministre de l'Éducation, du Loisir et du Sport pour l'année 2007-2008.
En 2017 est paru La littérature québécoise en 30 secondes aux Éditions Hurtubise.